# Nielidowo
Nielidowo (ros. Нелидово) – miasto położone w zachodniej Rosji na terenie obwodu twerskiego, nad rzeką Mieża; centrum administracyjne rejonu nielidowskiego, 276 km na południowy zachód od Tweru.

## Komunikacja
Znajduje się tu stacja kolejowa Nielidowo, położona na linii Moskwa-Siebież. W pobliżu miasta przebiega droga magistralna M9, a przez samo miasto szosa na Biełyj.

## Historia
Miejscowość powstała przy zbudowanej na początku XX w. stacji kolejowej. Została zniszczona w czasie II wojny światowej. Od 1949 miasto i centrum przemysłowe.